# Acacia cuthbertsonii
Acacia cuthbertsonii — вид квіткових рослин з родини бобових. Ареал: Австралія (Північна територія, Західна Австралія).

## Середовище й екологія
Вид зустрічається в більш сухих районах Західної Австралії та Північної території, до прикладу, на кам'янистих підвищеннях, гіберових рівнинах, уздовж струмків і дренажних ліній, де росте на кам'янистих піщаних або суглинистих ґрунтах.

## Біоморфологічна характеристика
Кущ або дерево, як правило, досягає висоти від 1 до 5 м і має кущистий і вузлуватий вигляд, а також має тріщинисту кору, що лущиться. Сріблясті вічнозелені філодії мають еліптичну або лінійну форму і можуть бути прямими або злегка зігнутими, від 3 до 11 см завдовжки й від 1 до 20 мм ушир. Коли він цвіте в період з січня або квітня по грудень, він дає прості суцвіття, які знаходяться парами в пазухах. Квіткові колоси мають довжину від 10 до 34 мм і діаметр від 3 до 4 мм із золотистими квітками. Дерев’янисті голі стручки мають вузько-продовгувату або лінійну форму довжиною приблизно 14 см і шириною від 11 до 22 мм, які після висихання стають жовтуватими та зморшкуватими. Тьмяне коричневе насіння всередині має широкоеліптичну або субкруглу форму та довжину від 7.5 до 9 мм.

## Використання
Рослина використовується як болезаспокійливий засіб, зокрема, при головних і зубних болях австралійськими аборигенами Північної території. Деревина використовується для виготовлення шин для лікування переломів кісток. Окремі частини дерева використовують для виготовлення пов'язок.